# Parc aquatique de Sapokka
Le parc aquatique de Sapokka (en finnois : Sapokan vesipuisto) est un parc de la ville de Kotka en Finlande.

## Description
Le parc couvrant environ trois hectares est situé à Kotkansaari au centre de Kotka.
Sapokanlahti est un parc depuis 1917 mais la construction du parc aquatique actuel a commencé en 1990 par le concepteur principal Heikki Laaksonen, jardinier urbain à Kotka.

## Prix et reconnaissance
Le parc a été récompensé par le prix de l'éclairage de l'année 1993, le prix l'environnement de l'année 1994 et le prix du travail de la pierre de l'année 1996.

## Galerie

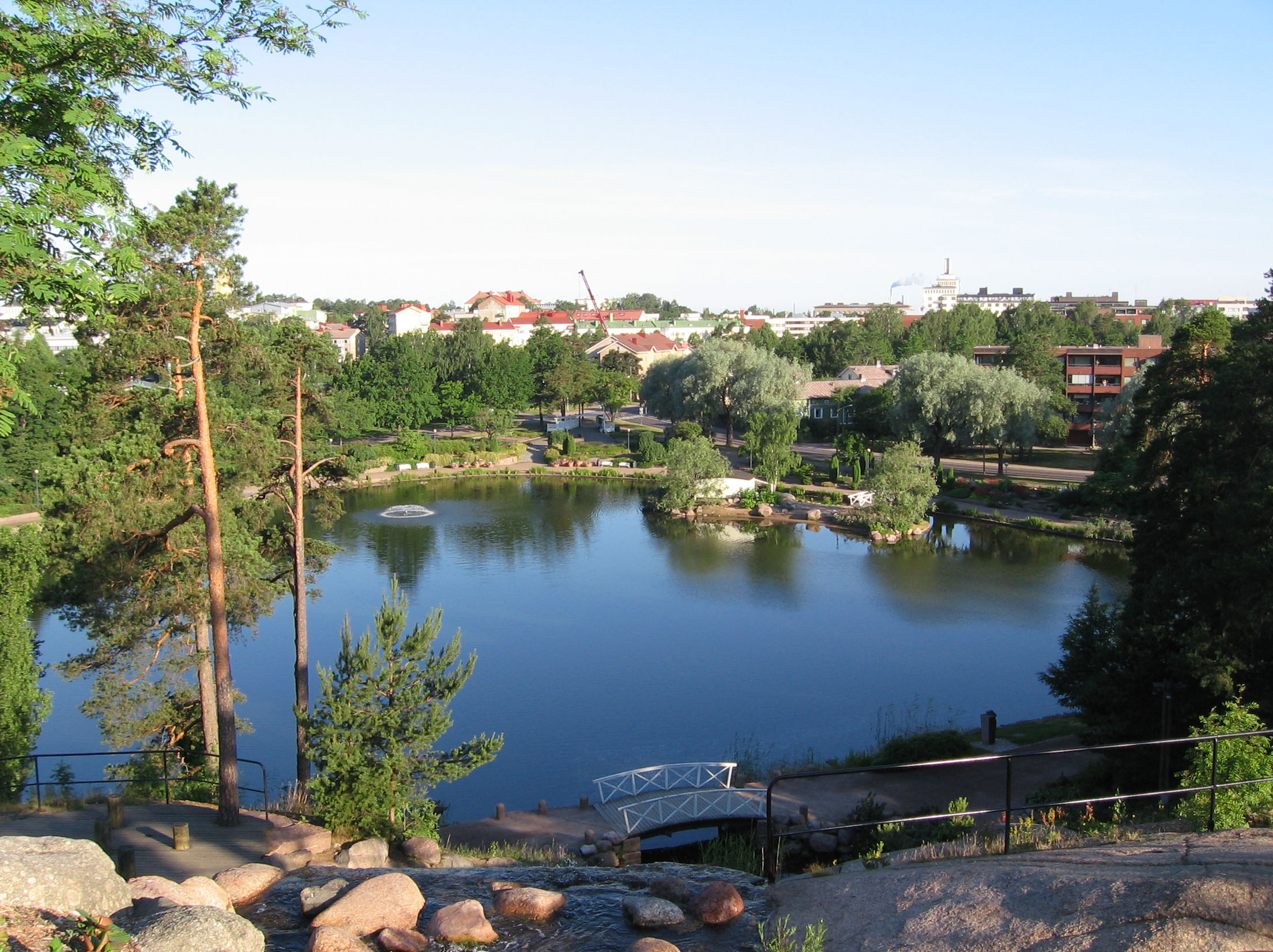
Vue de la baie de Sapokka du haut de la falaise.
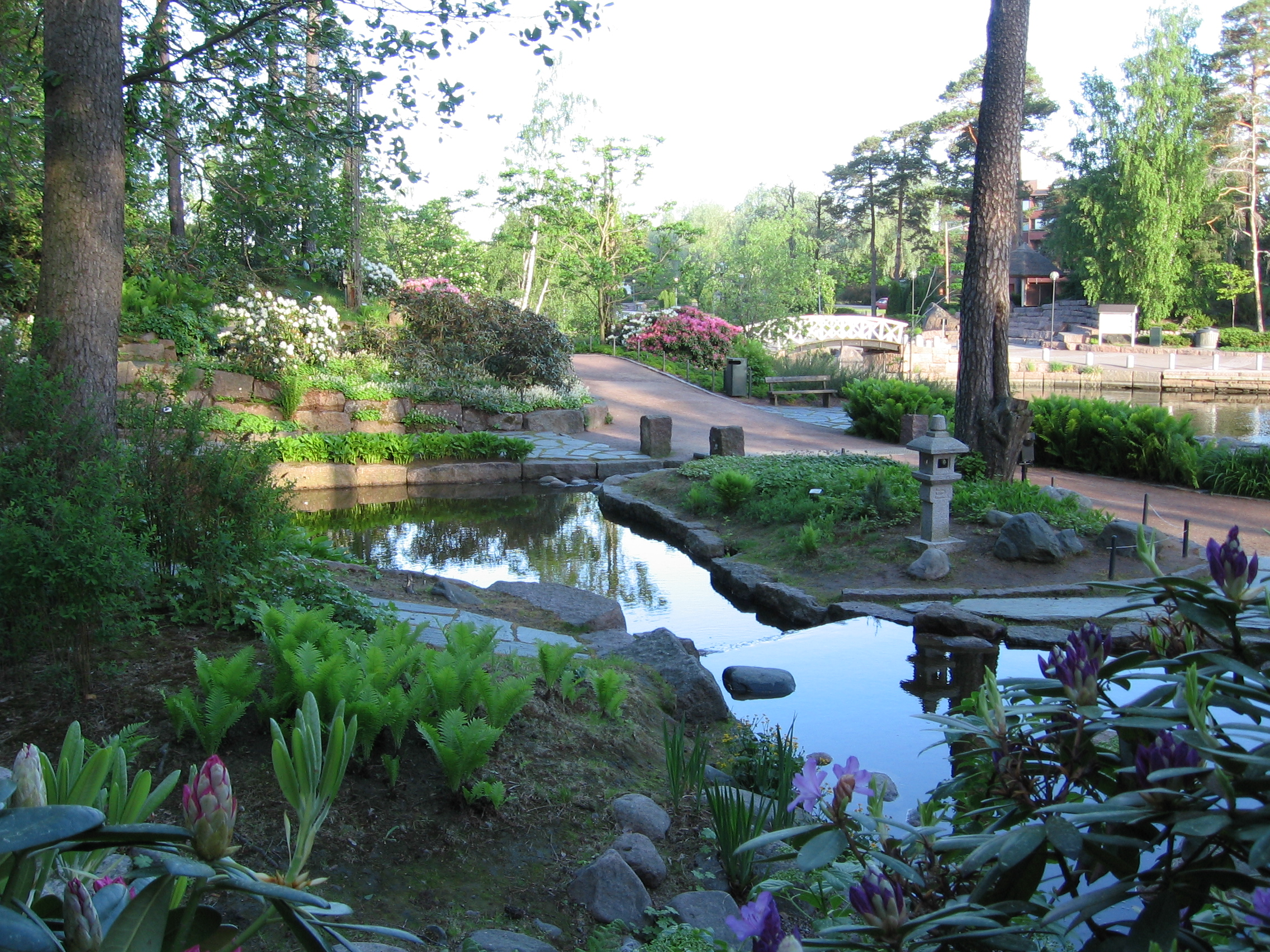
Plantations et constructions du parc.
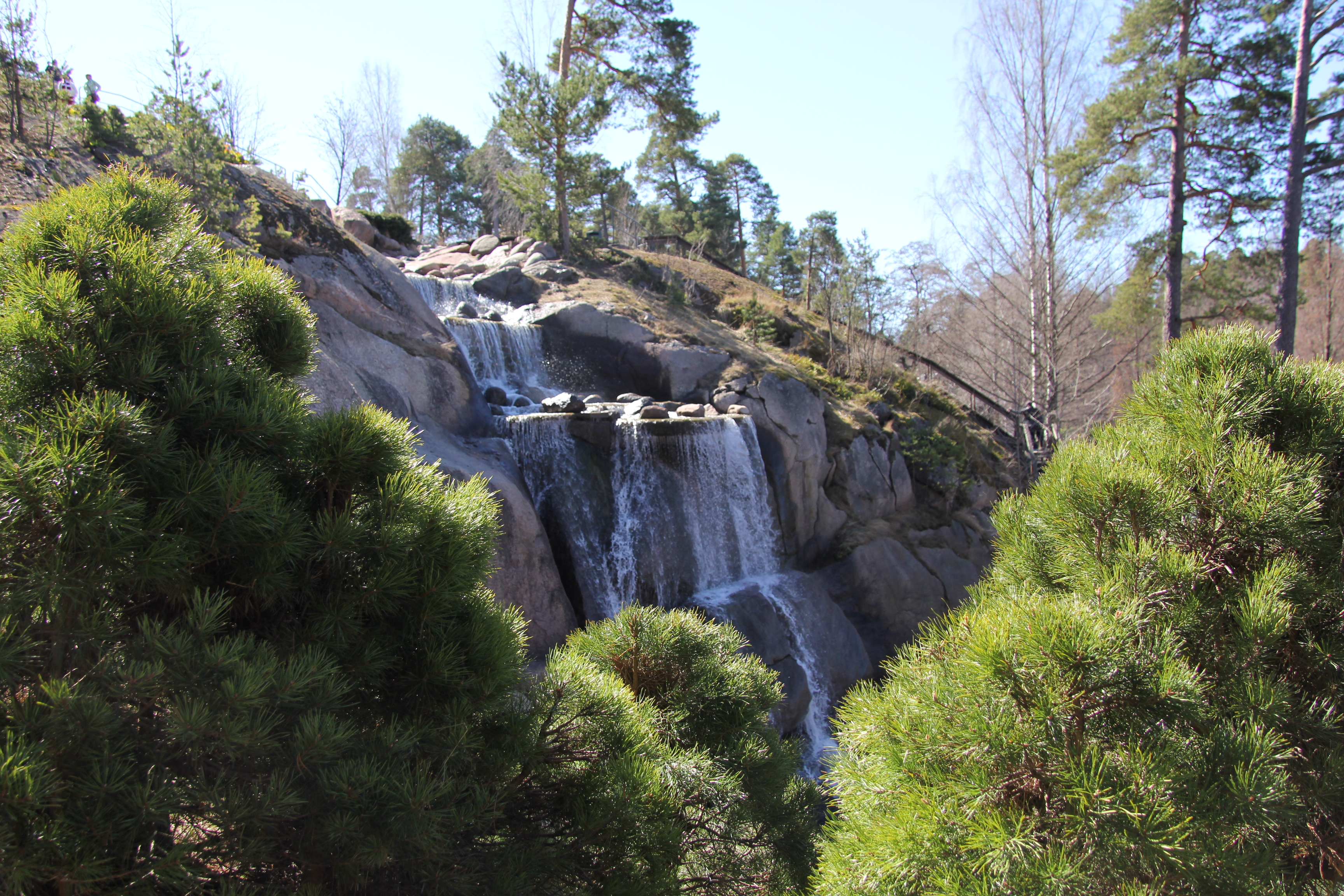
Chute d'eau.